# 血友病B
血友病B（けつゆうびょうB、英: haemophilia B、hemophilia B）はあざや出血が起こりやすくなる血液凝固障害で、第IX因子の遺伝子の遺伝的変異によって第IX因子が欠乏することが原因である。第VIII因子の欠乏症である血友病Aよりも稀である。
血友病Bは1952年に明確な疾患形態として初めて認識された。最初に記載された患者Stephen Chiristmasに由来する、クリスマス病というエポニムでも知られている。疾患同定の最初の報告は、ブリティッシュ・メディカル・ジャーナル誌のクリスマス版で発表された。

## 徴候と症状
血友病Bの症状には、あざのできやすさ、尿路出血（血尿）、鼻血、関節内出血が含まれる。

### 合併症
出血性疾患は歯周病や齲歯のリスク因子であり、出血に対する懸念のため口腔内の衛生管理やケアが行き届かなくなることがある。軽症の血友病Bで最も顕著な口腔症状は、乳歯の脱落時の歯肉出血や、抜歯などの侵襲的治療後の出血時間の延長である。重症血友病では、口腔組織（軟口蓋、舌、頬粘膜）、唇、歯肉から自発的な出血が起こることがあり、出血斑を伴う。顎関節への出血も稀に観察される。
血友病の患者は、生涯を通じて多くの口腔内出血を経験する。第VIII因子欠損型（血友病A）の患者では、補充治療が必要な重篤な出血は毎年平均29.1回発生し、その90%が口腔と関係したものである。

## 遺伝学

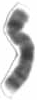
X染色体

第IX因子の遺伝子はX染色体（Xq27.1-q27.2）に位置している。X連鎖劣性遺伝する形質であり、そのため男性で多く見られる。
血友病B Leyden型と呼ばれるタイプでは、小児期には過剰な出血がみられるが、思春期以降は出血による問題はほとんど生じなくなる。このタイプでは第IX因子の遺伝子のプロモーター領域に変異が生じているが、アンドロゲン応答性エレメントには異常がないため、思春期以降に第IX因子の発現が回復する。

## 病態生理

血液凝固カスケード。第IX因子は左側に位置している。

第IX因子の欠乏は出血傾向を増大させ、自発的にまたは軽度の外傷によって大きな出血が生じる場合がある。
第IX因子の欠乏は血液凝固カスケードを阻害する。正常なカスケードでは、第IX因子はコファクターである第VIII因子によって活性型（第IXa因子）となる。血小板が両者の結合部位となる。この複合体は第X因子を活性化し、第X因子はフィブリノゲンからフィブリンへの変換を助ける。

## 診断
血友病Bの診断は次の検査によって行われる。
- 血液凝固スクリーニング検査
- 出血リスクスコア
- 特定の凝固因子対するアッセイ

### 鑑別診断
この遺伝性疾患と鑑別すべき疾患は、血友病A、血友病C（第XI因子欠乏症）、von Willebrand病、フィブリノゲン障害、ベルナール・スリエ症候群などである。

## 治療
治療は断続的に、重大な出血が起こった際に行われ、第IX因子の静脈内注射や輸血が行われる。非ステロイド性抗炎症薬（NSAID）は出血を悪化させる場合があるため、診断がなされた場合は使用を避けるべきである。外科的処置はトラネキサム酸を併用して行うべきである。

### 歯科での考慮事項
単純な抜歯を含む外科的治療は、出血、過剰な傷や血腫の形成のリスクを最小化するように計画されなければならない。抜歯や抜歯後の出血に対して局所的な保護を行うため、真空成型スプリントが利用される場合がある。

### ヘムゲニクス
2022年11月22日、アメリカ食品医薬品局は、CSLベーリングが開発した血友病Bの治療薬ヘムゲニクスを承認した。今まで定期的に点滴で凝固因子を補う治療が必要だったところを1回の点滴で済ませる画期的な新薬ではあったが、1回分の費用が350万ドルと世界一高額であるということの方が話題となった。

## 社会
2009年、遺伝的マーカーの分析により、イギリス、ドイツ、ロシア、スペインなど多くのヨーロッパの王族に影響を与えていた血液疾患（いわゆる"Royal Disease"）が血友病Bであることが明らかにされた。

## 関連文献
- Franchini, Massimo; Frattini, Francesco; Crestani, Silvia; Sissa, Cinzia; Bonfanti, Carlo (1 January 2013). “Treatment of hemophilia B: focus on recombinant factor IX”. Biologics: Targets and Therapy 7:  33–38. doi:10.2147/BTT.S31582. ISSN 1177-5475. PMC 3575125. PMID 23430394.
- Nathwani, Amit C.; Reiss, Ulreke M.; Tuddenham, Edward G.D.; Rosales, Cecilia; Chowdary, Pratima; McIntosh, Jenny; Della Peruta, Marco; Lheriteau, Elsa et al. (20 November 2014). “Long-Term Safety and Efficacy of Factor IX Gene Therapy in Hemophilia B”. New England Journal of Medicine 371 (21):  1994–2004. doi:10.1056/NEJMoa1407309. ISSN 0028-4793. PMC 4278802. PMID 25409372.